# Wilhelm Macke
Wilhelm Macke (Hannover, 14 de setembro de 1920 – Linz, 20 de fevereiro de 1994) foi um físico alemão e austríaco. Foi professor de física teórica na Universidade Técnica de Dresden e na Universidade de Linz.

## Vida e obra
Macke fez o Abitur em 1938 em Hannover e prestou depois o serviço militar. Estudou física a partir de 1943 na Universidade de Leipzig, onde obteve o Vordiplom e foi Hilfsassistent de Friedrich Hund. Após a Segunda Guerra Mundial continuou seus estudos na Universidade de Göttingen, onde obteve um doutorado em 1949, orientado por Werner Heisenberg. Lá foi em 1951/1952 assistente no Instituto Max Planck de Física. Foi como estudante o último bolsista pessoal de Max Planck. Em 1953 obteve a habilitação na Universidade de Hannover (Zum relativistischen Zweikörperproblem der Quantenmechanik), onde foi em 1950/1951 professor substituto de física teórica. De 1952 a 1954 construiu o Instituto de Física Teórica em São Paulo.
Em 1954 foi professor da Universidade Técnica de Dresden. Em 1958 casou com sua aluna Friederike Seifert. De 1958 a 1963 escreveu a obra em seis volumes Lehrbuch der Theoretischen Physik, que na década de 1960 manteve em sua terceira edição.
Em 1963, com 43 anos de idade, foi impedido de participar de congressos internacionais devido à construção do Muro de Berlim. Este fato, e o vazio consequente após tão intensivo trabalho o levaram a padecer da síndrome de burnout, prostrando-o a submeter-se a assistência médica. Quando retornou para a universidade expressou publicamente sua opinião sobre o governo da Alemanha Oriental (por exemplo, em suas aulas), começando então a ser perseguido. Tinha por exemplo dois estudantes de física (Frank Rieger e Georg Köhler), que haviam criticado em 1963 juntamente com outros alunos de física os quadros do Partido Socialista Unificado da Alemanha (SED), contrariando as instruções oficiais. Foi dispensado com cartas amigáveis de agradecimento de um cargo público após o outro. Quando ele teve que dividir seu posto de diretoria com dois colegas, chegou a seu limite. Foi certificado por um médico incapaz de trabalhar e pediu aposentadoria por motivo de doença, que lhe foi concedida.
O casal Macke então pediu permissão para sair do país, como um amigo havia aconselhado. E, de fato, em 1968, depois de esperar dois anos e meio, recebeu uma ligação: passaportes e vistos estão prontos para vocês, vocês tem que deixar a república dentro de seis semanas! E assim eles procederam - presumivelmente, o sistema estava feliz em se livrar de um ser humano desconfortável. Eles se dirigiram para Hannover, onde Macke foi uma espécie de professor visitante de física teórica na Universidade Técnica.
Em Dresden Macke fundou uma escola de física estatística, que contava dentre outros com Helmut Eschrig, Paul Ziesche e Gerd Röpke. Outros primeiros representantes da física estatística na Alemanha Oriental foram Klaus Fuchs, colega de Macke na TU Dresden, e Hans Falkenhagen em Rostock.
Em 1969 Macke foi nomeado para a recém-fundada Universidade de Ciências Sociais e Econômicas em Linz (mais tarde Universidade de Linz), onde foi o primeiro professor de física. Seu engajamento nas aulas permaneceu memorável para seus ouvintes; alguns tiveram a impressão de que ele era capaz de derivar convincentemente as equações de Maxwell, embora isso não seja realmente possível.
Na Universidade de Linz existe uma Fundação Wilhelm Macke para apoio aos estudantes e egressos de física da universidade. Foi fundado a partir das propriedades de Macke e concede prêmios e bolsas de estudo.

## Obras
- Ein Lehrbuch der Theoretischen Physik. Leipzig, Akademische Verlagsgesellschaft Geest und Portig:
  - Volume 1, Mechanik der Teilchen, Systeme und Kontinua, 3. Auflage 1967
  - Volume 2, Wellen, 2. Auflage 1962
  - Volume 3, Quanten, 3. Auflage 1965
  - Volume 4, Elektromagnetische Felder, 3. Auflage 1965
  - Volume 5, Thermodynamik und Statistik, 3. Auflage 1967
  - Volume 6, Quanten und Relativität, 2. Auflage 1965
- Kernmodelle und ihre physikalische Bedeutung, Physikalische Blätter, Volume 13, 1951, p. 538–550
- Struktur der Kräfte im Atomkern, Physikalische Blätter, Volume 15, 1959, p. 55–64
- Grundlagen und Ergebnisse der Quantenelektrodynamik, Physikalische Blätter, Volume 11, 1955, p. 15–25 (Habilitationsvortrag Universität Hannover), Teil 2, ibid., p. 55–64
- Anschaulichkeit und Abstraktion beim Erkenntnisprozeß der Physik, Physikalische Blätter, 17, 1961, p. 493–500